# Medicopter 117 – Légimentők

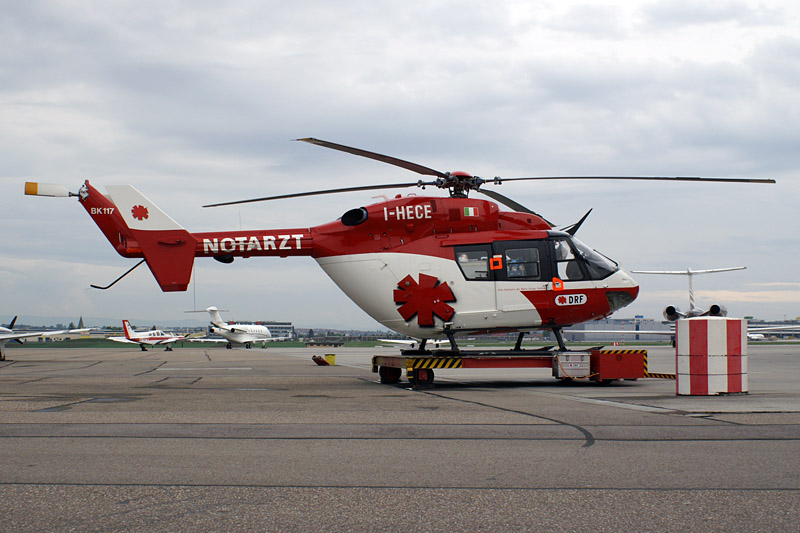
A helikopter a forgatás után

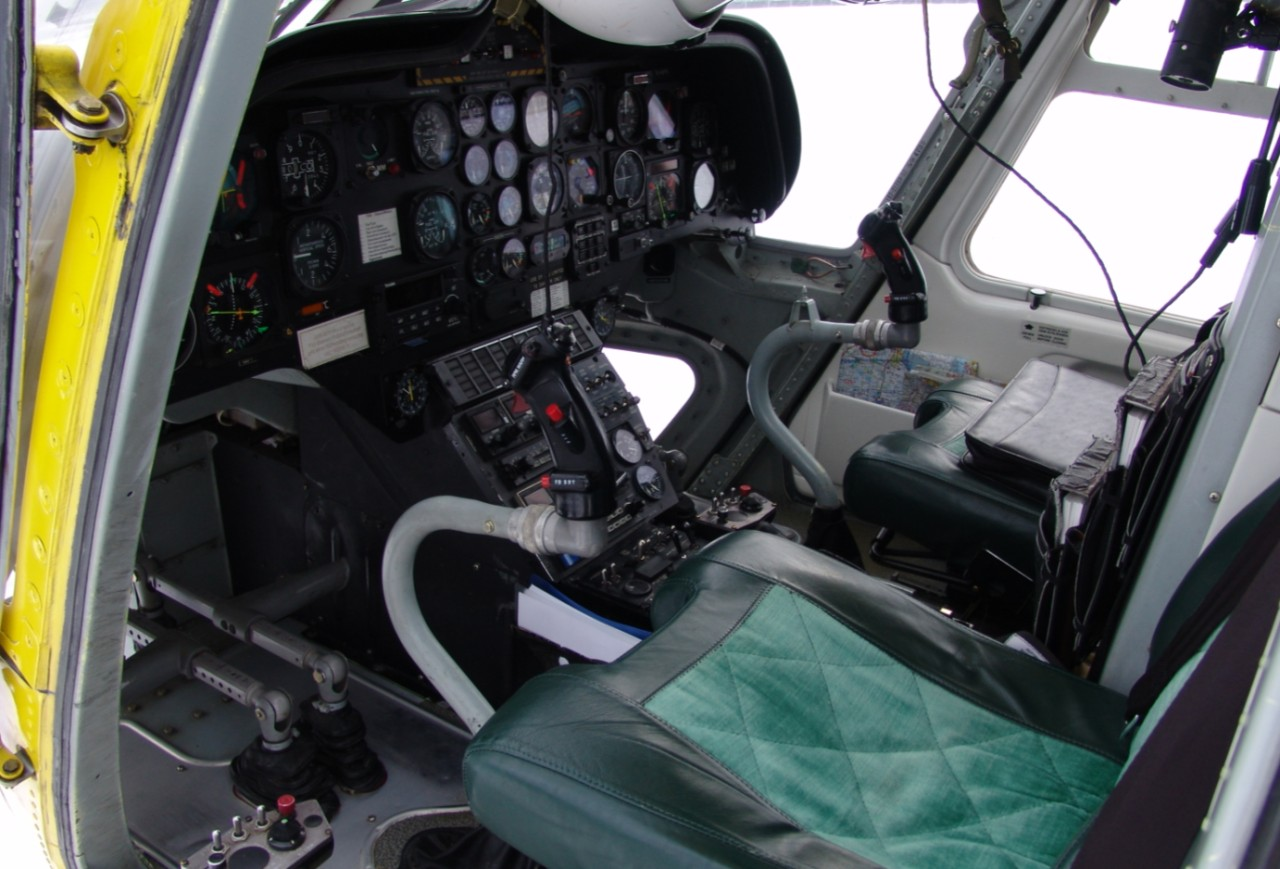
A BK117 pilótafülkéje

A Medicopter 117 – Légimentők egy német-osztrák televíziós sorozat volt, ami  1998-tól 2007-ig futott. A filmsorozatot az RTL illetve az ORF csatornáknak készítette az MR Film filmkészítő vállalat. Magyarországon először az RTL Klub mutatta be.
Átlagosan 6 millió néző követte a sorozatot Németországban. A legmagasabb nézettséget a 2. évad 2. része érte el, amelyet 6,5 millióan játszottak le otthonukban.

## A két csapat

### 'A' csapat
- Thomas Wächter (Pilóta)

(Színész: Manfred Stücklschwaiger / magyar hangja: Kőszegi Ákos
- Peter Berger (Szanitéc)

(Színész: Serge Falck / magyar hangja: Anger Zsolt 1. évad, Fekete Zoltán 2-7. évad)
- Dr. Michael Lüdwitz (Orvos, egy ideig az állomás vezetője)

(Színész: Rainer Grenkowitz / magyar hangja: Haás-Vander Péter)
- Jens Köster (Pilóta, Thomas Wächter helyett)

(Színész: Hans Heller / magyar hangja: Tarján Péter)
- Dr. Mark Harland (Orvos, Dr. Michael Lüdwitz helyett)

(Színész: Urs Remond / magyar hangja: Schnell Ádám)

### 'B ' csapat
- Biggi Schwerin (Pilóta)

(Színész: Sabine Petzl / magyar hangja: Udvarias Anna)
- Ralf Staller (Szanitéc)

(Színész: Wolfgang Krewe / magyar hangja: Bozsó Péter)
- Dr. Gabriele Kollmann (Orvos)

(Színész: Anja Freese / magyar hangja: Hegyi Barbara)
- Dr. Karin Thaler (Orvos, Dr. Gabriele Kollmann helyett)

(Színész: Roswitha Meyer / magyar hangja: Kisfalvi Krisztina)
- Enrico Contini (Szanitéc, Ralf Staller helyett)

(Színész: Tom Mikulla / magyar hangja: Csík Csaba Krisztián)
- Gina Aigner (Pilóta, Biggi Schwerin helyett)

(Színész: Julia Cencig / magyar hangja: Orosz Anna)
- Florian Lenz (Szanitéc, Enrico Contini helyett)

(Színész: Jo Weil / magyar hangja: Moser Károly)

## Az állomás vezetői
- Frank Ebelsieder (Színész: Axel Pape, magyar hangja: Sztarenki Pál)
- Gunnar Eros Höppler Jr (Színész: Gilbert von Sohlern, magyar hangja:Katona Zoltán)
- Max, a karbantartó (Színész:Hanno Pöschl, magyar hangja: Teizi Gyula)

## A helikopter
BK-117
Gyártó: Németország, Eurocopter Deutschland GmbH.
A széria szinte kizárólag a mentési tevékenység számára lett kifejlesztve, nagy számban használják világszerte a kórházak és a kutató mentő szolgálatok. A helikopter többcélú könnyű kategóriás rendkívül jó repülési tulajdonságokkal rendelkező típus.
További adatok:
repülési sebessége: 240 km/h
szolgálati csúcsmagassága: 3000m
alkalmazási hatótávolsága egy tankolással: 500 km
maximális tüzelőanyag felvétel: 707liter
maximális felszálló tömeg: 3350 kg
A többcélú, könnyű kategóriás gép két tolóerőt leadó Lycoming (Allied Signal/Honeywell) LTS 101 750-B1 típusú gázturbinával rendelkezik.
Méretei:
hossz: 13 m
magasság: 3,36 m
szélesség: 2,50 m
rotor átmérője: 11 m
alkalmas leszálló pálya mérete: 20x20 m
A helikopter kialakítható mentő és kutató mentő feladatok ellátására egyaránt. Alkalmas éjszakai bevetésekre is, továbbá a bonyolult időjárási körülmények közötti repülésre is.

## Történet
A sorozat egy hegyi-légimentő-csapat mindennapjait mutatja be, nem csak a mentők szempontjából.

## Főszereplők
| Színész                 | Szereplő                | Epizódok    | Évad(ok) | Bemutatás |
| ----------------------- | ----------------------- | ----------- | -------- | --- |
| Manfred Stücklschwaiger | Thomas Wächter †        | 1-51        | 1-5      | Kétgyermekes családapa, lányai Lisa és Laura, felesége Vera, akivel a történet elején rossz viszonyt ápol, külön élnek és a nő eltiltja a lányaitól. Aztán később kibékülnek, újra egymásba szeretnek, de a 2. évad 5. részében Vera autóbalesetben meghal. Legjobb barátja Michael, akivel sokáig együtt laknak. A 4. évad végén májrákot diagnosztizálnak nála, így már-már beletörődik, hogy meg fog halni, de aztán később kiderül, hogy a tumor nem rossz indulatú és teljesen ártalmatlan. Michael távozása után, Karinnal és lányaival él. Az 5. évad 2. részében volt kollégája az orosz maffia csapdájába esik egy kőbányánál, ahonnan Thomas menti ki, viszont ő maga bent reked és robbanás következtében meghal. Érdekes: Övé a bázis mellett álló régi helikopter, amiben először Peter, később pedig Enrico lakik. Thomas többször is olyan feladatot lát el egy-egy bevetésen, ami nem is az ő feladata lenne, viszont ezekkel életeket ment (3. évad 1. rész, 4. évad 13. rész, 5. évad 2. rész). |
| Serge Falck             | Peter Berger            | 1-82        | 1-7      | Az 1. részben kerül a Medicopter csapatához, ahol kezdetben Thomassal nehezen jönnek ki, de aztán elássák a csatabárdot. A történet elején barátnője Barbara, aki terhes tőle, de később elveszíti a gyereket. Ekkor Peter még orvos szeretne lenni, ezért sokat kell tanulnia és nagy nyomás nehezedik rá, ami miatt gyógyszerfüggővé válik és súlyos hibát követ el egy bevetés során (2. évad 6. rész). Aztán megromlik a kapcsolatuk Barbarával és különválnak útjaik. Ezután sokáig a bázison álló régi helikopterben lakik, amit Thomas ad neki. A 40. epizódban (4. évad 4. rész) aztán megismerkedik Enrico húgával, Stellával akivel összeházasodnak és gyermekük is születik, Oliver (5. évad 1. rész). Később azonban megromlik a viszonyuk, elválnak, Stella pedig Olaszországba költözik a fiával. Érdekes: Az összes részben szerepel. |
| Rainer Grenkowitz       | Dr. Michael Lüdwitz     | 1-38, 51    | 1-4, 5   | A történet elején még együtt él feleségével, Margarethevel, és fiával Dirkkel, aztán nem sokkal később közös elhatározásból különválnak nejével. Ezután fiával és Thomassal lakik együtt. Frank Ebelsieder bázisvezető távozása után, a központ felhatalmazásából, egy ideig ő veszi át az irányítást. Gabriele tragikus halála után beleszeret az újonnan érkező Karinba. A 3. évad 6. részében bevetés közben egy lövés eltalálja a gerincét és deréktól lefelé megbénul. Nem sokkal később (3. évad 9. rész) azonban Thomas lányai veszélybe kerülnek, így kénytelen elhagyni a tolószéket, és meglepődve döbben rá, hogy újra lábra tud állni. A 4. évad 4. részében szemtanúja lesz egy orosz maffiózó által elkövetett gyilkosságnak, így koronatanúvá válik, és a tanúvédelem által, fiával együtt kénytelen az Egyesült Államokba menekülni. Később (5. évad 2. rész) aztán a maffia sikeresen visszacsalogatja az országba és végezni akarnak vele. Barátja, Thomas menti meg az életét, aki azonban emiatt meghal. Érdekes: A 3. évad 5. részében egy bevetésen majdnem életét veszti, ami után felmond a Medicopternél, mint aki megérezné a bajt, hiszen az utolsó napján (következő epizód) éri az a lövés, ami miatt tolószékbe kerül. Felépülése után aztán újra a csapat tagja lesz. |
| Sabine Petzl            | Biggi Schwerin          | 1-57, 64    | 1-5, 6   | Biggi a történet elején egyedül él, de mindig jókedvű, vidám, mosolygós, és különösen jó viszonyban van Thomassal. Az 1. évad utolsó részében a csapat lezuhan a helikopterrel a hegyekben, a pilótanő súlyosan megsérül, lábát amputálni kell, de aztán a kórházban visszavarrják. Felépülése után újra visszatér a bázisra. Később (2. évad 11. rész) egy Axel Wertheim nevű férfi megmenti az életét egy bombarobbanásnál. Nemsokára egymásba szeretnek, de a kapcsolatuknak hamar vége szakad (3.évad 2.rész), mert a férfi megcsalja. Aztán később (4. évad) Enricoba lesz szerelmes, akivel össze is költöznek, de nehezen férnek meg egy háztartásban, úgyhogy a kapcsolatuk érdekében inkább külön folytatják. Az 5. évad 7. részében egy sziklára zuhan, és emiatt maradandó egyensúly károsodást szenved, ezért kénytelen örökre lemondani a repülésről. Otthagyja a Medicoptert, kis ideig Kaliforniában él, ahol helikopter szimulációval foglalkozik. Aztán (6. évad 3. rész) újra visszatér, és Enricoval Olaszországba költöznek, ahol átveszik a családi vállalkozást. Érdekes: A repülés szenvedélye mellett Biggi a motorozást is imádja. A 4. évad 4. részében motorral indul bajba jutott kollégája segítségére, akit az orosz maffia emberei üldöznek.                          |
| Wolfgang Krewe          | Ralf Staller            | 1-36        | 1-3      | Barátnője Gabriele, akivel kezdetben eltitkolják a viszonyukat, de aztán fény derül a dologra és Ralf megkéri a doktornő kezét. A 2. évad 10. részében tévedésből nemi erőszakkal és testi sértéssel vádolják, letartóztatják, és börtönbe kerül. Kollégái azonban hisznek az ártatlanságában és fényt derítenek az igazságra, azzal, hogy leleplezik a valódi tettest. A 3. évad 2. részében menyasszonya egy bevetés következtében meghal. Ralf nagyon nehezen viseli a szörnyűséget, és majdnem öngyilkos lesz, Biggi állítja le. Később aztán a 3. évad 8. részében megment egy Jenny Neuhaus nevű lányt, akivel egymásba szeretnek, ezért Ralf otthagyja a Medicoptert és a 4. évadtól már nem láthatjuk. Érdekes: Van egy hegyimentőkutyája, Gonzo, aki több bevetésnél is fontos szerephez jut. |
| Anja Freese             | Dr. Gabriele Kollmann † | 1-25        | 1-3      | Ralf barátnője, akivel kezdetben eltitkolt kapcsolatban élnek, de aztán később erre fény derül, és a férfi meg is kéri a kezét. Gabriele igent mond, de nincs megbékélve a házasság gondolatával, ami miatt össze is vesznek, és így a közös munka meglehetősen nehézzé válik. Aztán mikor Ralf téves vádak miatt börtönbe kerül (2. évad 10. rész) ő egyből a segítségére siet, és a kollégái közreműködésével sikerül is tisztáznia a dolgot. Ezután megint jóba lesznek, de a 3. évad 2. részében Gabriele bevetés közben, egy robbanás folytán súlyos égési sérüléseket szenved. Teste nagy része megég, több testrésze súlyosan károsodik, de a legnagyobb probléma az, hogy a tüdeje is károsodik, és átültetésre lenne szükség. Bár az orvosok találnak számára megfelelő donort, ő mégis az eutanázia mellett dönt. Érdekes: Előkelő családból származik. Édesanyjával él aki az egyik részben öngyilkosságot kísérel meg mikor elveszíti a vagyonát. |
| Roswitha Meyer          | Dr. Karin Thaler        | 26-82       | 3-7      | Gabriele halála után érkezik a bázisra, új orvosként. Egymásba szeretnek Michaellel, aki később meg akarja kérni a kezét, egy közös utazás alkalmával. Ám még mielőtt ez megtörténhetne, a férfi bajba keveredik (4. évad 4. rész), és kénytelen elhagyni az országot, így örökre el kel búcsúzniuk. Később aztán (5. évad 2. rész) még egyszer találkoznak, pár pillanat erejéig. A tűztenger című részben (6. évad 12. rész) a medicopter üzletvezetője meg akarja erőszakolni mivel Karin kérte, hogy Maxot ne helyezzék át, cserébe viszont a medicopter üzletvezetője azt kérte Karintól, hogy feküdjön le vele, Karin nem volt erre hajlandó és ezért akarta megerőszakolni, de Jensék megtudták és segítettek Karinnak. Érdekes: Már az első bevetésén (3. évad 4. rész), aztán sorozat folyamán később is számtalan alkalommal ejtik foglyul (3. évad 11. rész, 4. évad 3. és 13. rész, 5. évad 8. és 10. rész). |
| Tom Mikulla             | Enrico Contini          | 37-64       | 4-6      | Az olasz származású férfi Ralf helyére érkezik a 4. évad elején. Van egy húga Stella, . Beleszeret Biggibe, akivel a 6. évad 3. részében Olaszországba költöznek, hogy átvegyék a családi vállalkozást. Érdekes: Egy ideig ő is lakik Thomas régi helikopterében, de aztán Höppler érkezésével ki kell költöznie. Hobbija az ökölvívás. |
| Urs Remond              | Dr. Mark Harland        | 41-82       | 4-7      | A 4. évad 6. részében érkezik Michael helyére. Rögtön az első bevetésén életveszélybe kerül, de Peter megmenti. Gina régi férje volt. Aztán mikor a nő megjelenik a bázison nagyon rossz viszonyban vannak. Később elül a feszültség köztük és újra egymásba szeretnek. Érdekes: A színész a 3. évad 8. részében egy másik férfit játszi, aki kényszerleszállást hajt végre egy repülővel. |
| Hans Heller             | Jens Köster             | 51-82       | 5-7      | Thomas helyére érkezik az 5. évad 3. részében. Van egy lánya, Anna aki időközben hozzáköltözik, de többször megkeseríti a férfi életét. Érdekes: Számtalan extrém mentési mutatvány fűződik a nevéhez (5. évad 6. és 7. rész, 7. évad 1. rész). |
| Julia Cencig            | Gina Aigner             | 48-82       | 5-7      | Az 5. évad elején kerül a bázisra mint tanuló pilóta, aztán később Biggi balesete után pilóta szerepbe kerül a csapatnál. Mark felesége volt, akivel kezdetben rossz viszonyt ápol, de aztán kibékültek és újból egymásba szeretnek. Terhes lesz a férfitól, de aztán elvetél (6. évad 8. rész). Érdekes: A 2. évad 5. részében egy másik személy szerepében tűnik fel, aki gerinctörést szenved motorbalesete miatt. |
| Jo Weil                 | Florian Lenz            | 65-82       | 6-7      | A 6. évad 4. részében kétszer egymás után is ő segíti ki az akkor épp szanitéc nélkül helyszínre érkező légimentő csapatot. Mint kiderül ápolói képzettséggel rendelkezik és korábban a hegyimentőknél dolgozott. Gina és Karin felajánlják neki a betöltésre váró pozíciót, Florian pedig él a lehetőséggel, és így ő lesz Enrico utódja. Érdekes: Ő az utolsó új főszereplő a sorozat életében. |
| Hanno Pöschl            | Max                     | 1-82        | 1-7      | A bázis gondnoka, technikusa a helikopter szerelője. Mindenkivel jó viszonyt ápol. Az utolsó évadban át akarják helyezni a központi karbantartó egységhez, de Karin sikeresen kérvényezi maradását a főnökségnél. Érdekes: Peterhez hasonlóan ő is minden részben szerepel. |
| Axel Pape               | Frank Ebelsieder        | 1-21, 25-32 | 1-2, 3   | A bázis első vezetője, szigorú és tekintélyt parancsoló, ám ugyanakkor jószívű is. A történet elején szerelmes volt Biggibe, aki azonban nem táplált iránta hasonló érzelmeket. Később magasabb vezetői pozícióban kap lehetőséget és továbbáll. Ezután még párszor visszatér a bázisra, sőt Michael balesete után ideiglenesen ismét ő irányítja a csapatot. Érdekes: Korábban pilóta volt. A 2. évad 7. részében ő vezeti a helikoptert egy túszul ejtési akció során. Aztán utolsó munkanapján (2. évad 12. rész) ismét elviszi egy körre a gépet. |
| Gilbert von Sohlern     | Gunnar Eros Höppler Jr. | 49-82       | 5-7      | A bázis új vezetője, az 5. évad elején veszi át a főnöki pozíciót. Kezdetben úgy tűnik, hogy egy nagyon szigorú ember, aki halálos komolysággal tart be minden szabályt. Aztán a későbbiekben másik oldaláról ismerszik meg, aki nagyon közvetlen, jókedélyű és humoros. Érdekes: Az utolsó részekben kiderül, hogy tetszik neki Karin. |

## Mellékszereplők
| Színész                              | Szereplő                       | Epizódok     | Évad(ok) | Bemutatás |
| ------------------------------------ | ------------------------------ | ------------ | -------- | --- |
| Barbara Demmer                       | Heidi Oberhuber                | 1-10         | 1        | A bázis titkárnője, az 1. évad végéig. |
| Gesche Tebbenhoff                    | Vera Wächter †                 | 1-15         | 1-2      | Thomas volt felesége. Két lányuk született Lisa és Laura, akiktől a történet elején eltiltja az apát. Aztán később kibékülnek, és újra egymásba szeretnek, de a boldogság nem tart sokáig, mert Verát a 2. évad 5. részében egy száguldozó autós elgázolja és a kórházban májrepedésben meghal. |
| Nicola EtzelstorferLaura Mazzuchelli | 'Lisa Wächter 'Laura Wächter   | 1-51         | 1-5      | Thomas és Vera Wächter lányai. A történet elején édesanyjukkal élnek, aki az apjukat törvényesen eltiltja tőlük. A 2. évad 5. részében viszont a nő autóbaleset következtében meghal. Ezután a lányok Thomassal illetve Michaellel és Dirkkel laknak egy házban. |
| Edita Malovcic                       | Stella Berger (szül.: Contini) | 40-69, 73-74 | 4-6, 6   | Enrico húga. A 4. évad 5. részében tűnik fel először, mikor Hamburgból érkezve meglepetésszerűen betoppan a bátyjához, mondván, hogy szakított a barátjával és nála szeretne lakni egy ideig. Enrico a bázison is bemutatja, ahol Peternek egyből elnyeri a tetszését a csinos, talpraesett lány. Nemsokára egymásba szeretnek, majd össze is házasodnak és születik egy fiuk, Olvier. Később viszont megromlik a házasságuk és elválnak, Stella pedig fiával együtt Olaszországba a szüleihez költözik. |
| Christine Mayn                       | Margarethe Lüdwitz             | 1-16         | 1-2      | Michael felesége, egyetlen fiuk Dirk. A történet elején romlófélben lévő házasságukra azt megoldást találják megfelelőnek, hogy különválnak. Margarethe szintén orvos egy klinikán, ám egy fontos operáció közben értesítik arról, hogy fiát és férjét foglyul ejtette egy őrült. A doktornő befejezi a műtétet, de még aznap felmond. |
| Julius Jellinek                      | Dirk Lüdwitz                   | 1-22         | 1-2      | Michael és Margarethe Lüdwitz fia. Szülei elválása után apjával él. A 8. részben túszul ejti az egyik osztálytársának az apja. |
| Michou Pascale Anderson              | Barbara                        | 1-13         | 1-2      | Peter Barátnője. |
| Chrissy Schulz                       | Victoria Fischer               | 5-6          | 1        | Fiatal rendőrnő. |
| Nicolas König                        | Axel Wertheim                  | 20-24        | 2-3      | Biggi barátja. |
| Carmen-Maja Antoni                   | Veronika Edberg                | 15-23        | 2-3      | Thomas és Michael fogadja fel mint babisitter |
| Alexander Strobele                   | René Meier                     | 11-12        | 2        | Biggi helyettese. |
| Saskia Valencia                      | Katja Heinemann                | 15-16        | 2        | Peter helyettese. |
| Gregor Seberg                        | Dr. Martin Cristberg           | 28-34        | 3        | Michael helyettese. |
| Simone Heher                         | Jenny Neuhaus                  | 29-33        | 3        | Ralf barátnője. |
| Shandra Schadt                       | Anna Köster                    | 29-33        | 3        | Jens lánya. |

## Epizódok
| Évad | Évad | Epizódok | Eredeti sugárzás     | Eredeti sugárzás    | Eredeti adó |
| Évad | Évad | Epizódok | Évadpremier          | Évadfinálé          | Eredeti adó |
| ---- | ---- | -------- | -------------------- | ------------------- | ----------- |
|      | 1    | 8        | 1998. január 12.     | 1998. március 9.    | RTL         |
|      | 2    | 13       | 1999. szeptember 14. | 1999. november 30.  | RTL         |
|      | 3    | 13       | 2000. március 14.    | 2000. június 6.     | RTL         |
|      | 4    | 12       | 2001. szeptember 18. | 2001. december 4.   | RTL         |
|      | 5    | 14       | 2002. március 12.    | 2002. november 12.  | RTL         |
|      | 6    | 13       | 2003. október 7.     | 2006. augusztus 24. | RTL         |
|      | 7    | 8        | 2006. július 6.      | 2007. június 28.    | RTL         |